# Villa della Palombara
La villa della Palombara (nota anche come villa di Plinio) è un sito archeologico di Roma, posto all'interno della pineta di Castel Fusano, che include i resti di una villa romana.
Costruita sul tracciato della via Severiana, la villa fu riscoperta nel 1713 ed erroneamente identificata con la villa di Plinio il Giovane, descritta in una lettera indirizzata all'amico Gallo. Secondo l'interpretazione dell'archeologo Antonio Maria Colini la villa sarebbe in realtà precedente, appartenuta al celebre oratore Quinto Ortensio Ortalo.

## Scavi
Il sito fu scoperto nel 1713 e nei successivi anni iniziarono le prime campagne di scavo, ad opera del marchese Marcello Sacchetti.
Dopo circa un secolo, si tornò a scavare su suggerimento dell'archeologo Carlo Fea, che riuscì a convincere il principe Agostino Chigi a patrocinare l'iniziativa.
Durante gli scavi del XIX secolo il sito divenne noto localmente anche come villa della Palombara dalla presenza di un leccio utilizzato per cacciare i palombi, ossia i piccioni selvatici.
Il primo scavo secondo moderni criteri scientifici fu effettuato nel 1933, anno in cui l'area fu acquistata dal Comune di Roma, e fu seguito da un'altra campagna di scavi iniziata negli anni '80 e protrattasi fino al 2008, curata dalla Sovrintendenza capitolina ai beni culturali. Valutando l'orientamento e le caratteristiche dell'edificio, furono proprio queste ultime due campagne a rivelare che l'interpretazione originaria era sbagliata; secondo l'archeologo Antonio Maria Colini, il sito della villa di Plinio il Giovane andrebbe infatti ricercato all'interno della Tenuta presidenziale di Castelporziano, mentre il sito nella pineta di Castel Fusano sarebbe appartenuto all'oratore Quinto Ortensio Ortalo.
Le ultime campagne di scavi hanno fatto emergere almeno sei fasi edilizie diverse, che partono dal I secolo a.C. fino ad almeno il III secolo.

## Descrizione
La villa era posta nei pressi della battigia, bagnata dal mar Tirreno, in quello che, in epoca imperiale, era un sottile lembo sabbioso tra mare e laguna. Tale posizione era favorita dalla vicinanza alla via Severiana, che da Porto era diretta a Laurentum e Lavinio. L'area occupata dalla residenza era piuttosto vasta ed era delimitata da un muro di cinta pressoché continuo tranne che sul versante marino, dove probabilmente era posto l'ingresso principale.
Al centro del sito vi sono i resti di un peristilio a pianta quadrangolare risalente all'età giulio-claudia, circondato da diversi ambienti disposti sui bracci del quadriportico. Ad est sono situati, in posizione leggermente rialzata, i resti di quello che sembrerebbe essere un quartiere residenziale, mentre a sud-ovest si trovano i resti di un impianto termale. Quest'ultimo presenta un prezioso mosaico bicromo avente come soggetto il dio Nettuno e datato, sulla base di un confronto con quello presente ad Ostia antica, al 139.